# Мінерали необоротні
Мінерали необоротні (рос. минералы необратимые, англ. irreversible minerals; нім. irreversible Minerale n pl) — мінерали, які при електростатичній сепарації не реагують на зміну полярності електродів.